# Mathilda av Friesland
Mathilda av Friesland, född 1024, död 1044 i Paris, var drottning av Frankrike som gift med Henrik I av Frankrike.
Hennes härkomst är inte fullt utredd. Hon omnämns som en släkting till den tysk-romerske kejsaren, och föreslås ha varit dotter till kejsarens halvbror markgreve Liudolf av Friesland och Gertrude av Braunschweig. 
Äktenskapet ingicks år 1034, då Matilda var tio år gammal. Hon uppges ha avlidit i barnsäng. Hon blev mor till en dotter, som också hon avled.